# Тризуб (плоска крива)
Тризуб (також тризуб Ньютона) — сімейство плоских алгебричних кривих 3-го порядку.
В класифікації Ньютона кривих 3-го порядку тризуби належать до 5-го класу та є параболізмами гіперболи. :стор.26 В цій класифікації тризуб є 66-ю кривою.

## Рівняння
В декартовій системі координат тризуби мають рівняння:
{\displaystyle x\cdot y=a\cdot x^{3}+b\cdot x^{2}+c\cdot x+d}
де {\displaystyle a\neq 0}
Якщо  {\displaystyle d=0}, крива стає виродженою кубикою і складається з параболи {\displaystyle y=a\cdot x^{2}+b\cdot x+c} та прямої, що збігається з віссю {\displaystyle Oy}; ці дві лінії перетинаються в точці {\displaystyle (c;0)}

## Властивості та особливості форми
- Тризуб Ньютона є плоскою алгебричною раціональною кривою 3-го порядку роду 0;
- Тризуб є необмеженою незв'язною кривою, що складається з двох необмежених гіперболо-параболічних гілок.[1]:стор.27 ; [3]:стор.200
Крива має одну точку перегину і в залежності від кількости дійсних коренів характеристичного рівняння {\displaystyle a\cdot x^{3}+b\cdot x^{2}+c\cdot x+d=0} перетинає вісь {\displaystyle Ox} в одній, або в трьох точках.
На осі {\displaystyle Oy} в нескінченній точці крива має подвійну точку. 
Крива має одну параболічну асимптоту {\displaystyle y=a\cdot x^{2}+b\cdot x+c} та одну прямолінійну асимптоту {\displaystyle x=0}[1]:стор.27 (а точніше, другою асимптотичною кривою тризуба є гіпербола {\displaystyle y={\frac {d}{x}}}).[4] Обидві асимптоти тризуба є оскулюючими, тобто в нескінченній точці мають з кривою дотик 2-го порядку.

- Окремий випадок тризуба Ньютона досліджувався Рене Декартом. Крива носить назву парабола Декарта  (або тризуб Декарта)[1]:стор.228 ; [5] [6] та має рівняння в декартовій системі координат:

{\displaystyle a\cdot xy=(a+x)\cdot (a-x)\cdot (2a-x)}